# Josep Llonch i Rafecas
Josep Llonch i Rafecas (Barcelona, 7 d'abril de 1959) és un antic jugador d'hoquei sobre patins català de les dècades de 1980 i 1990.

## Trajectòria
Va començar la seva carrera al CP Vilanova, amb qui debutà a Divisió d'Honor. Jugà al Claret de Sevilla mentre feia el servei militar i el 1980 ingressà al Liceo HC. L'any 1982 fou fitxat pel Reus Deportiu, però tot just una temporada més tard passà al FC Barcelona, on substituí el mític Carles Trullols. Al cap de cinc temporades en les quals fou dos cops campió d'Europa, el 1988 retornà novament al Reus. Jugà fins a 1993, any en què fou nomenat entrenador del conjunt reusenc.
Pel que fa a la selecció espanyola, jugà durant una dècada, de 1978 a 1988, i fou dos cops campió europeu.

## Palmarès
Liceo HC
- Copa de la CERS:
  - 1982
- Copa d'Espanya:
  - 1982

Reus Deportiu
- Copa d'Espanya:
  - 1983

FC Barcelona
- Copa d'Europa:
  - 1983-84, 1984-85
- Recopa d'Europa:
  - 1986-87
- Copa Continental:
  - 1983-84, 1984-85
- Lliga d'Espanya:
  - 1983-84, 1984-85
- Copa d'Espanya:
  - 1985, 1986, 1987

Espanya
- Campionat d'Europa:
  - 1983, 1985
- Campionat d'Europa Júnior:
  - 1978